# پیسه (پول)
پیسه (هندی: पैसा، گجراتی: પૈસા، اردو: پیسہ، بنگالی: পয়সা) واحد پولی در چندین کشور است. این کلمه همچنین اصطلاحی عمومی برای پول و ثروت است. در هند، نپال، و پاکستان، در حال حاضر پیسه برابر با یک صدم روپیه است. در بنگلادش، هر poysha برابر یک صدم از تاکا بنگلادش است. در عمان، هر بیسة برابر یک هزارم ریال عمان است.

## تاریخ
سکه‌های دودمان سولنکی اغلب "Gadhaiya Paise" (قرن نهم و دهم میلادی) نامیده می‌شدند. تا دههٔ ۱۹۵۰ در هند و پاکستان (و قبل از ۱۹۴۷ در هند بریتانیا)، paisa معادل ۳  پای، ۱⁄۴ از یک  آنا، یا ۱⁄۶۴ روپیه بود. پس از انتقال از ارز غیر اعشاری به واحد پول دهدهی، paisa برابر با ۱⁄۱۰۰ روپیه بود و برای چند سال به عنوان  naya paisa  شناخته می‌شد (" paisa جدید ") تا آن را از paisa قدیمی که ۱⁄۶۴ روپیه بود متمایز کند.

## واژه‌شناسی
در هندی، بنگالی، فارسی افغانی، اردو، نپالی و سایر زبانها، کلمه paisa اغلب به معنی پول یا پول نقد است. مسیرهای تجاری قرون وسطایی که دریای عرب را بین هند، مناطق عربی و آفریقای شرقی طی می‌کرد، استفاده از اصطلاحات شبه قاره هند و ارز عربی را در این مناطق گسترش می‌دهد. کلمه pesa به عنوان اشاره به پول در زبان‌های آفریقای شرقی مانند سواحیلی از آن دوره است. نمونه ای از این کاربرد خدمات انتقال پول مبتنی بر تلفن همراه کنیا M-Pesa (که مخفف "تلفن همراه pesa" یا "پول تلفن همراه" است).

## استفاده
- پویشه = یک صدم تاکای بنگلادش (دیگر در گردش نیست)
- پیسه = یک صدم روپیه هند (دیگر در گردش نیست)
- پیسه = یک صدم روپیه نپال
- بیسه = یک هزارم ریال عمان
- پیسه = یک صدم روپیه پاکستان (رسماً از ۱ اکتبر ۲۰۱۴ از رواج افتاد)

## نگارخانه

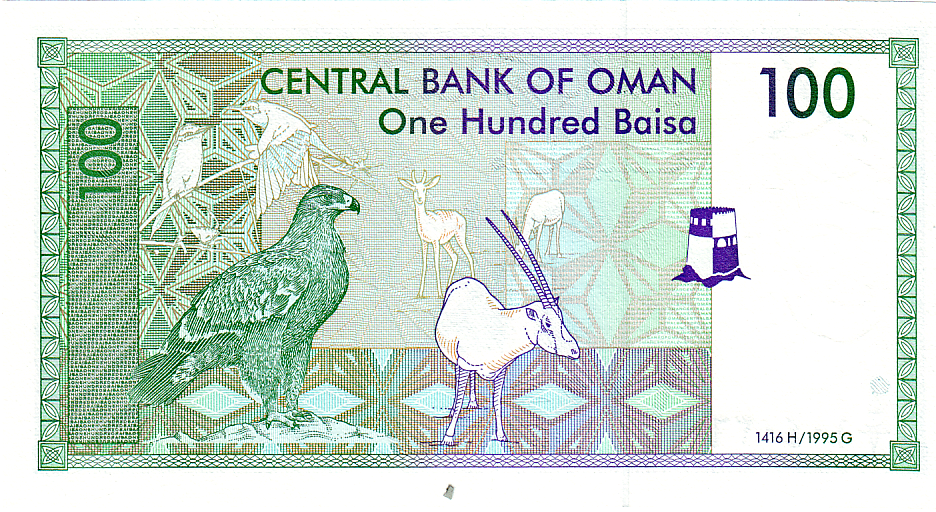
اسکناس ۱۰۰ بیسة عمانی (معکوس)
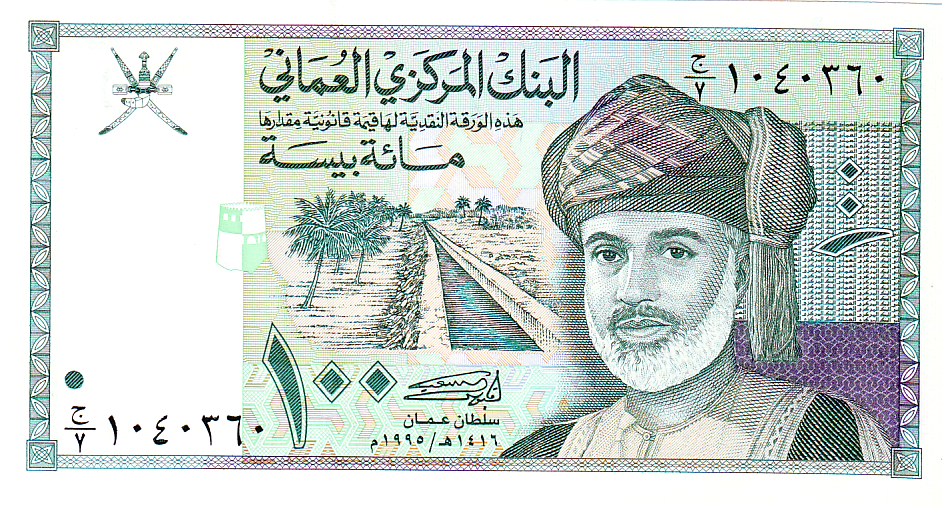
اسکناس ۱۰۰ بیسة عمانی (۱۹۹۰)
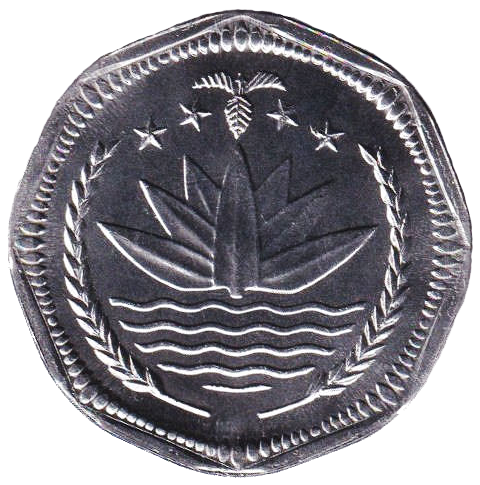
۵۰ پویشه بنگلادشی (۲۰۰۱)
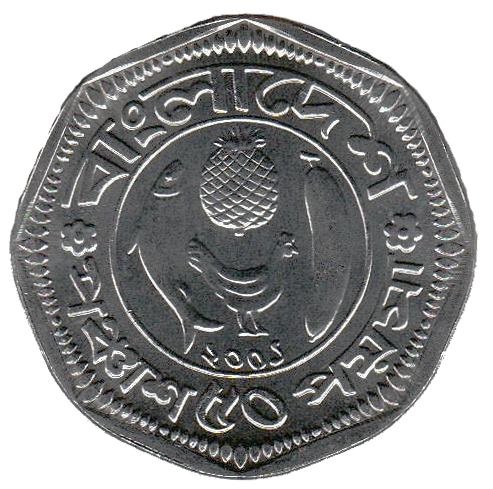
۵۰ پویشه بنگلادشی (۲۰۰۱، معکوس)